# 마드리드 지하철 10호선

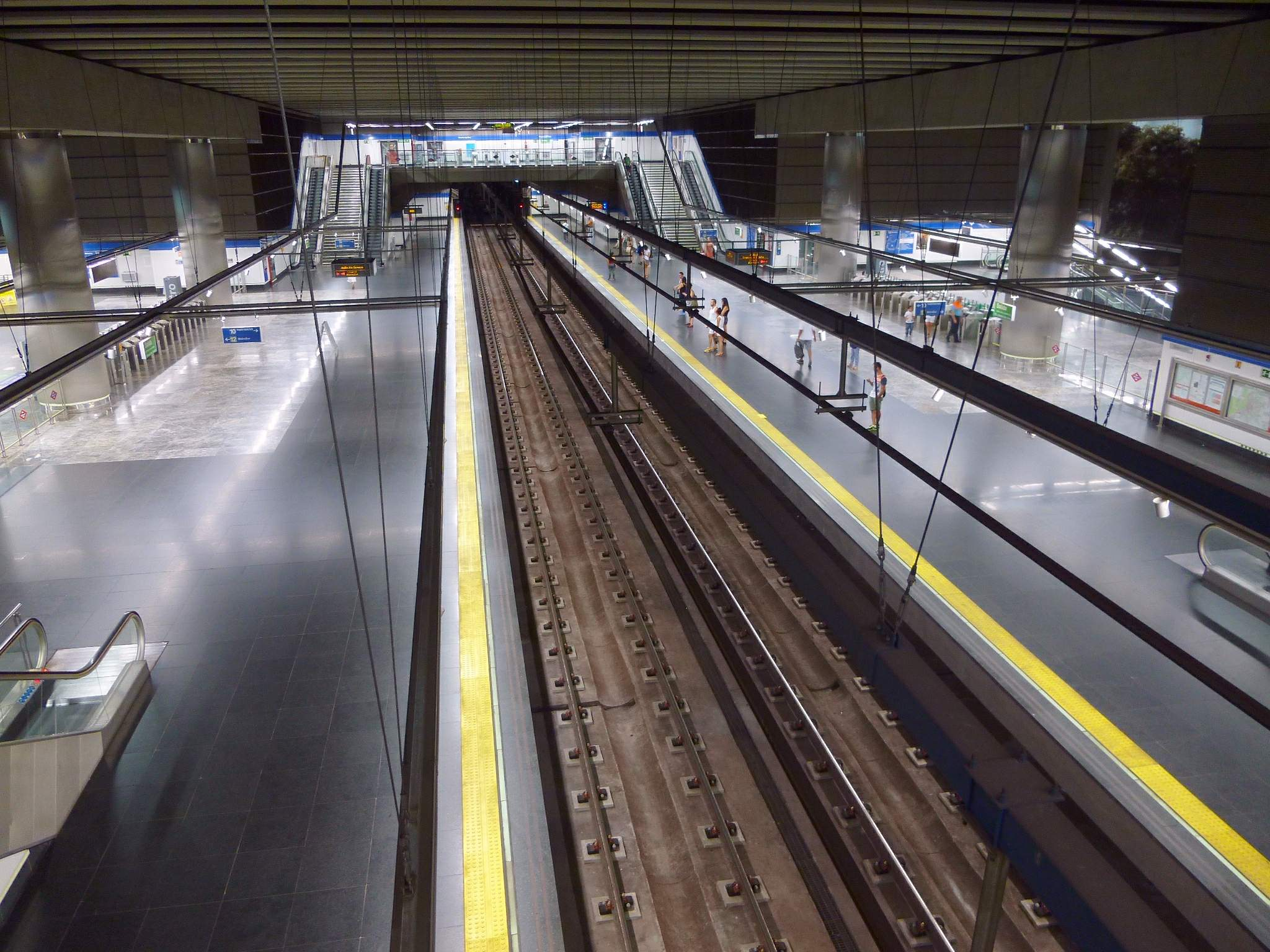
10호선의 푸에르타 델 수르 역

마드리드 지하철 10호선(línea 10)은 스페인 마드리드 지하철의 노선 중 하나로, 마드리드 도시권 북부의 산세바스티안데로스레예스부터 남서부의 알코르콘까지 잇는 노선이다. 마드리드 지하철에서는 유일하게 두 시종착역이 마드리드 시외에 자리잡고 있다. 10호선의 역수는 총 31개로, 1호선과 5호선에 이어 가장 많다. 각 역의 승강장 길이의 경우, 트레스 올리보스-푸에르타 델 수르 구간은 115m, 몬테카르멜로-오스피탈 인판타 소피아 구간은 90m이다. 총연장 길이는 36.515km로 12호선과 9호선에 이어 세 번째로 가장 긴 노선이며, 광궤 노선으로 되어 있다.
10호선은 트레스 올리보스 역을 기준으로 그 북부 구간을 '메트로노르테' 구간으로 부르고, 남쪽 구간을 본선으로 칭한다. 이 두 가지 구간은 별개로 운영되기 때문에, 한쪽 구간에서 다른 구간으로 넘어가 계속 이동하려면 트레스 올리보스 역에서 반드시 열차를 갈아타야 한다. 본선에서 메트로노르테 구간으로 이동하려는 승객은 트레스 올리보스 역에서 바로 갈아타면 되고, 역에 도착해 나갈 때애만 해당 승차권을 개찰구에 넣으면 된다. 반대로 메트로노르테에서 본선으로 이동하려는 승객은 트레스 올리보스 역에서 갈아탈 때 승차권을 제시해야 하며, 역에서 나갈 때에도 물론 제시해야 한다.

## 역사
10호선은 처음부터 계획된 노선이 아니라 기존에 있던 두 노선을 활용한 노선이다. 1980년대에 옛 8호선의 푸엥카랄-누에보스 미니스테리오스 구간과 옛 교외선 (S선)의 알론소 마르티네스-알루체 구간을 묶어 '10호선'이란 노선을 신설하고, 직결 운행하기 시작하였다. 10호선이 처음 운행될 당시 교외선 운영을 맡던 FEVE에서 같이 운영을 맡았으나, 나중에 교외선 운영권이 마드리드 시에 넘어가면서 운영주체가 바뀌었다.
1990년대 들어 마드리드 시는 8호선과 교외선을 완전히 하나의 노선으로 통일하기로 계획하였다. 다만 8호선은 광궤, 교외선은 협궤로 선로규격이 서로 달랐기 때문에 교외선의 선로를 광궤로 교체하는 공사를 진행하였다. 약 5년에 걸쳐 진행된 공사로 각 역의 섬식 승강장 구조를 모두 없애고 터널을 확대하였으며, 승강장을 줄이고 역내 장비를 현대화하였다. 또 알론소 마르티네스 역부터 누에보스 미니스테리오스 역을 잇는 새 구간 공사도 같이 진행되었으며, 그레고리오 마라뇬 역에 환승역이 하나 더 생기게 되었다. 공사가 끝나자 전 구간에 광궤 열차를 투입할 수 있게 되었으며 노선 자체도 카사 데 캄포 역에서 콜로니아 하르딘 역까지 연장되었다. 다만 카사 데 캄포-알루체 구간은 나중에 5호선으로 편입되었다.
2003년 4월 11일 10호선은 푸에르타 델 수르 역까지 연장되었다. 이로써 마드리드 지하철 12호선 (메트로수르)와 환승이 가능해졌다. 연장구간의 마지막 두 역은 마드리드 시가 아닌 알코르콘 시에 자리한 최초의 지하철역이 되었다. 또 연장구간에 있는 호아킨 빌룸브랄레스 역도 상대식 승강장 대신 섬식 승강장 구조를 택한 몇 안 되는 역이다. 2006년 12월 22일에는 콜로니아 하르딘 역과 콰트로 비엔토스 역 사이에 아비아시온 에스파뇰라 역이 문을 열었다. 이 역은 스페인 항공박물관과 가까이 인접해 있어 거기서 역명을 따왔다.
2007년 4월 26일에는 푸엥카랄 역에서 북쪽으로 오스피탈 델 노르테 역까지 연장되었다. 이때 트레스 올리보스 역이 개업하여, 본선과 메트로노르테 지선을 이어주는 환승역의 역할을 하게 되었다. 또 연장구간 개통으로 알코벤다스와 산세바스티안데로스레예스 시를 마드리드 시와 연결할 수 있게 되었다. 차후 계획으로는 콜로니아 하르딘 역과 아비아시온 에스파뇰라 역 사이에 다리오 가사포 역을 신설하는 계획이 있으며, 푸에르타 델 수르에서 모스톨레스 센트랄까지 연장하고, 더 나아가 사나두 쇼핑센터까지 연장한다는 계획이 존재한다.

## 환승 정보
10호선과 환승되는 노선은 다음과 같다.

10호선 노선도

- 1호선 - 차마르틴 역, 플라사 데 카스티야 역, 트리부날 역
- 2호선 - 플라사 데 에스파냐 역 (노비시아도 역으로 환승 가능)
- 3호선 - 플라사 데 에스파냐 역
- 4호선 - 알론소 마르티네스 역
- 5호선 - 알론소 마르티네스 역, 카사 데 캄포 역
- 6호선 - 누에보스 미니스테리오스 역, 프린시페 피오 역
- 7호선 - 그레고리오 마라뇬 역
- 8호선 - 누에보스 미니스테리오스 역
- 9호선 - 플라사 데 카스티야 역
- 12호선 - 푸에르타 델 수르 역
- 라말선 - 프린시페 피오 역
- 경전철 1호선 - 라스 타블라스 역
- 경전철 2호선, 3호선 - 콜로니아 하르딘 역
- 세르카니아스 마드리드 - 차마르틴 역, 누에보스 미니스테리오스 역, 프린시페 피오 역, 콰트로 비엔토스 역

이밖에도 플라사 데 카스티야 역, 차마르틴 역, 베고냐 역, 라스 타블라스 역 등의 여러 역에서 시외버스 노선을 탈 수 있다.

## 같이 보기
- 마드리드 지하철